# Irakli
Irakli (ირაკლი) of Erekle (ერეკლე) is een Georgische variant van de Griekse naam Herakles. Het is een populaire jongensnaam in Georgië.

## Koninklijke hoogheden en adel
- Erekle I, koning van Kartli en Kachetië
- Erekle II, koning van Georgië

## Bekende naamdragers
- Irakli Alasania, Georgisch politicus en diplomaat
- Irakli Kobalia, Georgisch voetballer
- Irakli Labadze, Georgisch tennisser
- Irakli Okruasjvili, Georgisch politicus
- Irakli Zoidze, Georgisch voetballer